# Adrián Chovan
Adrián Chovan (* 8. října 1995, Partizánske) je slovenský fotbalový brankář a bývalý mládežnický reprezentant, od července 2023 hráč řeckého týmu Panserraikos F.C.

## Klubová kariéra
Svoji fotbalovou kariéru začal v Junioru Kanianka, odkud v průběhu mládeže přestoupil do mužstva FK AS Trenčín.

### AS Trenčín

#### Sezóna 2014/15
V průběhu sezony 2014/15 se propracoval do "áčka", avšak v něm nedostal v prvních kolech šanci, a proto odešel na hostování do tehdy druholigového klubu AFC Nové Mesto nad Váhom. V zimně téhož ročníku se vrátil do Trenčína, kde byl na jaře stejně jako na podzim náhradním brankářem. V jarní části Trenčín získal poprvé ve své historii double, tedy titul ve slovenské nejvyšší soutěži i v domácím poháru. I když Chovan za tým nenastoupil ani v jedné z těchto soutěží, medaile za tyto úspěchy náleží i jemu, jelikož byl součástí mužstva.

#### Sezóna 2015/16
Ligový debut v dresu Trenčína si odbyl ve 32. kole hraném 13. května 2016 proti klubu MŠK Žilina (výhra 5:2), odchytal celé utkání. V sezoně 2015/16 s AS získal opět double, avšak tentokrát hrál v obou soutěžích. Většinu roku však nehrál.

#### Sezóna 2016/17
Ve druhém předkole Ligy mistrů UEFA 2016/17 nechytal, jeho spoluhráči po výhře 4:3 venku a prohře 2:3 doma postoupili přes slovinský tým NK Olimpija Lublaň. Chovan následně nastoupil v dalším předkole, avšak s Trenčínem v něm vypadl s mužstvem Legia Warszawa z Polska (prohra 0:1 doma a remíza 0:0 venku) a byl přesunut do čtvrtého předkola - play-off Evropské ligy UEFA 2016/17, kde po porážce 0:4 doma a výhře 2:0 venku s rakouským celkem FK Austria Vídeň do skupinové fáze nepostoupil. Svoje první čisté konto za "áčko" AS Trenčín v lize si připsal 23. 7. 2016 v souboji s klubem FK Senica (výhra 3:0).

#### Sezóna 2017/18
S Trenčínem postoupil přes Torpedo Kutaisi z Gruzie (výhry 5:1 doma 3:0 venku) do druhého předkola Evropské ligy UEFA 2017/18, kde se slovenským klubem vypadl po remíze 1:1 doma a prohře 0:2 venku s izraelským týmem Bnei Yehuda Tel Aviv F.C. Na podzim 2017 převážně kryl záda tehdejšímu brankáři číslo jedna Igoru Šemrincovi a mluvilo se o tom, že bude hostovat v Senici. Nakonec však zůstal i na jaře v AS.

### AFC Nové Mesto nad Váhom (hostování)
V průběhu podzimní částí sezony 2014/15 zamířil na hostování do Nového Mesta nad Váhom. Ligový debut si zde odbyl v pátém kole proti mužstvu FC Nitra (prohra 0:1), odehrál 90 minut. V souboji 15. kola 1. 11. 2014 s klubem ŠK Senec vychytal při bezbrankové remíze svoji první a jedinou nulu během tohoto angažmá. V zimě se vrátil do AS Trenčín.

### FC ViOn Zlaté Moravce – Vráble
V červenci 2018 odešel na rok hostovat do ViOnu Zlaté Moravce – Vráble. Své první střetnutí v lize zde absolvoval 22. července 2018 proti Slovanu Bratislava (prohra 1:4). Premiérové čisté konto v lize si připsal ve třetím kole, Zlaté Moravce – Vráble porazili na domácím trávníku Senici vysoko 4:0. V prvním roce nastupoval pravidelně. V létě 2019 bylo jeho hostování prodlouženo, avšak v ročníku 2019/20 byl již převážně jako dvojka. Přesto před sezonou 2020/21 do ViOnu přestoupil. V celku se i díky odchodu Branislava Pindrocha stal jedničkou a prožil s ním velmi vydařený ročník. S týmem bojoval na jaře v play-off o účast v prvním předkole tehdy nově vzniklé Evropské konferenční ligy UEFA, kde se Zlatými Moravcemi – Vráblemi postoupil přes Trenčín (výhra 2:0) a následně nestačil po prohře 2:3 po prodloužení ve finále na Žilinu.

### ŠK Slovan Bratislava

#### Sezóna 2021/22
V létě 2021 zamířil za nespecifikovanou částku do Slovanu Bratislava, kde s úřadujícím mistrem uzavřel tříletý kontrakt. Se Slovanem postoupil přes Shamrock Rovers z Irska (výhra 2:0 doma a prohra 1:2 venku) do druhého předkola Ligy mistrů UEFA 2021/22 a v něm vypadli se spoluhráči se švýcarským mužstvem BSC Young Boys z Bernu po domácí remíze 0:0 a venkovní prohře 2:3. Následně byl se slovenským klubem přesunut do předkol Evropské ligy UEFA 2021/22, kde s ním nejprve vyřadil ve třetím předkole Lincoln Red Imps FC z Gibraltaru (výhra 3:1 venku a remíza 1:1 doma), avšak ve čtvrtém předkole - play-off s ním nepřešel přes řecký tým Olympiakos Pireus (prohra 0:3 venku a remíza 2:2 doma) do skupinové fáze této soutěže. Se spoluhráči však byli zařazení do základní skupiny F Evropské konferenční ligy UEFA 2021/22, kde v konfrontaci se soupeři: FC Kodaň (Dánsko) - (prohry doma 1:3 a venku 0:2), PAOK Soluň (Řecko) - (remízy venku 1:1 a doma 0:0) a stejně jako v kvalifikaci s Lincolnem Red Imps - (výhry doma 2:0 a venku 4:1) skončili na třetím místě tabulky, což na postup do jarní vyřazovací fáze nestačilo. Chovan celkově v této sezóně pohárové Evropy nastoupil ke 13 zápasům, ve kterých udržel čtyři nuly.
Premiérový ligový zápas v dresu Slovanu zažil v souboji se Zemplínem Michalovce, odehrál celé utkání. Slovan i díky němu zvítězil doma v poměru 3:1. V následujícím pátém kole vychytal svoje první čisté konto v dresu bratislavského mužstva, když se podílel na vítězství 1:0 nad klubem ŠKF Sereď. V ročníku 2021/22 pomohl svému zaměstnavateli již ke čtvrtému titulu v řadě, což Slovan dokázal jako první v historii slovenského fotbalu.

#### Sezóna 2022/23
Se Slovanem postoupil po domácí remíze 0:0 a venkovním vítězství 2:1 po prodloužení přes Dinamo Batumi z Gruzie do druhého předkola Ligy mistrů UEFA 2022/2023, v němž však nestačili po výhře 2:1 venku a prohře 1:4 doma na maďarský celek Ferencvárosi TC z hlavního města Budapešti. Následně nepřešli ani po přesunu do třetího předkola Evropské ligy UEFA 2022/23 přes Olympiakos Pireus z Řecka (remíza 1:1 venku a prohra 2:3 doma po penaltovém rozstřelu), avšak se spoluhráči hráli ještě ve čtvrtém předkole - play-off Evropské konferenční ligy UEFA 2022/2023 proti bosenskému týmu HŠK Zrinjski Mostar, kde po venkovní prohře 0:1 a výhře 3:1 po rozstřelu z pokutových kopů vybojovali postup do skupinové fáze této soutěže. Se Slovanem Bratislava byl zařazen do základní skupiny H, kde v konfrontaci se soupeři: FC Basilej (Švýcarsko) - (výhra 2:0 venku a remíza 3:3 doma), FK Žalgiris (Litva) - (remíza 0:0 doma a výhra 2:1 venku) a FC Pjunik Jerevan (Arménie) - (prohra 0:2 venku a výhra 2:1 doma) s ním postoupil se ziskem 11 bodů jako vítěz skupiny poprvé v novodobé historii Slovanu do jarní vyřazovací fáze některé evropské pohárové soutěže. V ní ale se Slovanem vypadl po penaltovém rozstřelu v osmifinále s Basilejí. Chovan celkem v této sezoně pohárové Evropy odehrál 16 střetnutí a ve třech z nich nedostal gól. Na konci ročníku získal se Slovanem Bratislava titul, který byl pro mužstvo již historicky pátý v řadě.

### Panserraikos F.C.
V létě 2023 se dohodl s vedením Slovanu na předčasném ukončení smlouvy. Krátce poté podepsal dvouletý kontrakt s tehdejším nováčkem řecké Superligy, klubem Panserraikos F.C.

## Klubové statistiky
Aktuální k 7. červnu 2024
| Sezona    | Klub                              | Soutěž       | Zápasy | Góly | Nuly |
| --------- | --------------------------------- | ------------ | ------ | ---- | ---- |
| 2014/2015 | AFC Nové Mesto nad Váhom (host.)  | DOXXbet liga | 14     | 0    | 1    |
| 2014/2015 | AS Trenčín                        | Fortuna liga | 0      | 0    | 0    |
| 2015/2016 | AS Trenčín                        | Fortuna liga | 2      | 0    | 0    |
| 2016/2017 | AS Trenčín                        | Fortuna liga | 6      | 0    | 1    |
| 2017/2018 | AS Trenčín                        | Fortuna liga | 6      | 0    | 0    |
| 2018/2019 | FC Zlaté Moravce – Vráble (host.) | Fortuna liga | 18     | 0    | 4    |
| 2019/2020 | FC Zlaté Moravce – Vráble (host.) | Fortuna liga | 2      | 0    | 1    |
| 2020/2021 | FC Zlaté Moravce – Vráble         | Fortuna liga | 33     | 0    | 9    |
| 2021/2022 | ŠK Slovan Bratislava              | Fortuna liga | 21     | 0    | 9    |
| 2022/2023 | ŠK Slovan Bratislava              | Fortuna liga | 19     | 0    | 6    |
| 2023/2024 | ŠK Slovan Bratislava              | Niké liga    | 0      | 0    | 0    |
| 2023/2024 | Panserraikos F.C.                 | Stoiximan SL | 28     | 0    | 5    |

## Reprezentační kariéra
Chovan byl členem slovenských mládežnických reprezentací, mj. U19. V letech 2015 až 2017 figuroval ve výběru do 21 let tehdy vedeného českým trenérem Pavlem Hapalem, s nímž se účastnil kvalifikace na Mistrovství Evropy hráčů do 21 let 2017. Se slovenskou „jedenadvacítkou“ slavil v říjnu 2016 postup na evropský šampionát 2017 v Polsku. Na turnaji byl brankářskou jedničkou. Slovensku těsně unikl postup do semifinále.